# Lascellas-Ponzano
Lascellas-Ponzano é um município da Espanha na província de Huesca, comunidade autónoma de Aragão, de área 27,3 km² com população de 166 habitantes (2007) e densidade populacional de 6,14 hab/km².

## Demografia
| Variação demográfica do município entre 1991 e 2005 | Variação demográfica do município entre 1991 e 2005 | Variação demográfica do município entre 1991 e 2005 | Variação demográfica do município entre 1991 e 2005 |
| --------------------------------------------------- | --------------------------------------------------- | --------------------------------------------------- | --------------------------------------------------- |
| 1991                                                | 1996                                                | 2001                                                | 2004                                                |
|                                                     | 188                                                 | 169                                                 | 166                                                 |